# Công chúa Arabela trở lại
Công chúa Arabela trở lại, hay những câu chuyện thần tiên về ông vua Rumburak (Tiếng Czech: Arabela se vrací, aneb Rumburak králem Říše pohádek, A-ra-bê-la xê vra-xi, a-nơ-bơ Rum-bu-rắc krơ-lơ-mơ Ri-xơ pô-kha-đê-cơ) là phần cuối cùng của bộ phim truyền hình giả tưởng Công chúa Arabela.
"Công chúa Arabela" đã đi vào lịch sử điện ảnh Tiệp Khắc (nay là Cộng hòa Czech). Bộ phim đã rất thành công khi hòa trộn hai thế giới hiện thực và những câu chuyện cổ tích mộng mơ.

## Diễn viên
- Vladimír Menšík - ông Karel Majer
- Stella Zázvorková - bà Majerová
- Vladimír Dlouhý - Petr Majer
- Jana Nagyová - Công chúa Arabela
- Dagmar Patrasová - Công chúa Xénie
- František Peterka - Fantomas
- Milan Neděla - viên tướng
- Jiří Lír - královský rádce
- Luděk Kopřiva - ředitel školy
- Luba Skořepová - ježibaba
- Petr Svojtka - pháp sư Jiří
- Jana Andresíková - čarodějnice
- Jan Kraus - spolužák Petra
- Jiří Pleskot - školní inspektor
- Jiří Lábus - phù thủy Rumburak
- Josef Dvořák - vodník
- Jiří Kodet - režisér Novák
- Vlastimil Brodský - Král Hyacint
- Jiří Sovák - phù thủy Vigo
- Jiří Hrzán - televizní asistent Gros
- Iva Janžurová - cô giáo Milerová
- Ondřej Kepka - thằng Honzík
- František Filipovský - čert Blekota
- Stanislav Hájek - Pekota
- Jiří Krytinář - Mekota
- Václav Lohniský - zloděj Fousek
- Antonín Jedlička - učitel Adam
- Veronika Týblová - cô bé Mařenka
- Ivana Andrlová - spolužačka Petra
- Helena Růžičková - vypravěčka pohádek
- Věra Kalendová - žena v kuchyni
- Jana Drbohlavová - paní Hermanová
- Lenka Kořínková - pokojská
- Alena Procházková - expert umění
- Ludmila Roubíková - žena v kuchyni